# 조선민주주의인민공화국 내각
조선민주주의인민공화국 내각(朝鮮民主主義人民共和國 內閣)은 조선민주주의인민공화국의 최고주권의 행정집행기관이다. 1998년 9월에 ‘정무원’에서 내각으로 명칭을 변경했다. 좁은 의미의 정부는 내각만을 가리키는 개념이다. 그러므로 ‘공화국 정부’는 넓은 의미로, 조선민주주의인민공화국의 내각 (행정부), 최고인민회의 (입법부), 최고재판소 (사법부)를 통틀어 일컫는 말일 수도 있고, 좁은 의미로는 조선민주주의인민공화국 내각 만을 일컫는 말일 수도 있다.

## 개요
내각은 공화국 헌법 제6장 4절 117조에 의해 ‘최고 주권의 행정적 집행기관인 동시에 전반적 국가관리 기관’으로 규정된 내각은 119조에 의해 다음과 같은 기능을 수행한다.
1. 국가 정책 집행을 위한 대책 수립
2. 헌법과 부문법에 기초한 국가 관리와 관련한 규정의 제정 또는 수정, 보충
3. 내각 위원회와 성, 내각 직속기관, 지방인민위원회의 사업 지도
4. 내각 직속기관과 중요 행정 경제기관, 기업소의 설립과 해체 및 국가관리 기구의 개선을 위한 대책 수립
5. 인민경제 발전계획의 작성 및 실행대책 수립
6. 국가예산의 편성 및 집행대책 수립
7. 공업과 농업, 건설, 운수, 체신, 상업, 무역, 국토관리, 도시경영, 교육, 과학, 문화, 보건, 체육, 노동행정, 환경보호, 관광, 그 밖의 여러 부문의 사업의 조직집행
8. 화폐 및 은행 제도 확립을 위한 대책 수립
9. 국가 관리질서 수립을 위한 검열 및 통제 사업
10. 사회질서 유지와 국가 및 사회 협동단체의 소유 및 이익의 보호, 공민(국민)의 권리보장을 위한 대책 수립
11. 타국과의 조약 체결 및 대외사업
12. 내각 결정과 지시에 어긋나는 행정 경제기관의 결정 및 지시의 폐지

공화국 헌법 118조에 따라 내각은 총리와 부총리, 위원장, 상과 그 밖에 필요한 성원들로 구성되고 임기는 최고인민회의와 같이 하며 120조에 따라 총리는 내각 사업을 조직지도하고 북한 정부를 대표한다.
공화국 헌법 121조에 따라 내각성원 전원으로 구성된 전원회의와 총리, 부총리, 총리가 임명하는 내각성원들로 구성된 상무회의를 개최하며 122조에 따라 전원회의는 행정경제 사업의 중요한 문제들을 토의결정하고 상무회의는 전원회의에서 위임한 문제들을 토의 결정한다.
공화국 헌법 123조에 따라 결정과 지시를 내고 124조에 따라 사업에 필요한 비(非)상설 부문위원회를 둘 수 있으며 125조에 따라 사업에 대해 최고인민회의와 휴회 중 상임위원회 앞에 책임을 진다.
공화국 헌법 126조에 따라 신임된 내각총리는 내각성원들을 대표해 최고인민회의에서 선서를 하며 127조에 따라 내각의 부문별 집행기관인 위원회와 성은 중앙의 부문별 관리기관으로 규정한다.
공화국 헌법 128조에 따라 위원회와 성은 내각의 지도 밑에 해당 부문의 사업을 통일적으로 장악하고 지도 관리하며 129조에 따라 위원회와 성은 위원회 회의와 간부회의를 운영하고 내각 결정과 지시 집행대책, 그 밖의 중요한 문제들을 토의 결정하며 130조에 따라 지시를 낸다.
조선민주주의인민공화국 헌법 제6장 4절 119조에 명시된 대로 내각은 최고인민회의에서 제정 및 개정되는 헌법에 따라 전반적인 국가 행정을 책임지며, 내각 총리는 헌법 상 북한의 국가대표 역할을 한다. 내각의 산하 부서들 중 특히 가장 중요한 역할을 하는 부서는 외무성이며, 외무성은 북한 외교의 중추를 이루는 핵심 부서로서 김정일은 지난 80년대 중반 어느 해 1월 1일, 친필지시를 통해 “외무성의 나의 외무성”이라고 규정한 뒤 “외무성은 나의 지시를 제외한 그 어떤 말도 들어서는 안 되고 앞으로 외무성 내에 군대와 같은 강철 같은 규율을 더욱 철저히 확립해야한다”고 강조해 자신의 직속 기관으로 편입시켰다.

## 조직
2021년 최고인민회의 제14기 제4차회의에서 내각 성원을 교체했다. 2021년 5월 정보산업성이 신설되었다.

### 내각
43개 기관 (8개 위원회, 32개 성, 1원, 1은행, 2국)로 이루어져 있다.
- 총리 : 김덕훈 (국무위원회 위원 겸임)
  - 부총리 : 박정근, 양승호, 주철규, 김성룡, 리성학, 박훈, 전승국
- 위원회
  - 교육위원회 (현 위원장: 김승두)
    - 보통교육성 (현 보통교육상: 김승두)
    - 고등교육성 (현 고등교육상: 리국철)

  - 국가가격위원회 (현 위원장: 최강)
  - 국가검열위원회 (현 위원장: 장기호)
  - 국가계획위원회 (현 위원장: 박정근)
  - 국가과학기술위원회 (현 위원장: 리충길)
  - 국가품질감독위원회 (현 위원장: 리철진)
  - 수도건설위원회 (현 위원장: 조석호)
- 성
  - 건설건재공업성 (현 건설건재공업상: 박훈)
  - 경공업성 (현 경공업상: 장경일)
  - 국가건설감독성 (현 국가건설감독상: 리혁권)
  - 국가자원개발성 (현 국가자원개발상: 김충성)
  - 국토환경보호성 (현 국토환경보호상: 김경준)
  - 금속공업성 (현 금속공업상: 김충걸)
  - 기계공업성 (현 기계공업상: 김정남)
  - 로동성 (현 로동상: 진금송)
  - 농업성 (현 농업상: 주철규)
  - 대외경제성 (현 대외경제상: 윤정호)
  - 도시경영성 (현 도시경영상: 임경재)
  - 문화성 (현 문화상: 승정규)
  - 보건성 (현 보건상: 최경철)
  - 상업성 (현 상업상: 박혁철)
  - 석탄공업성 (현 석탄공업상: 문명학)
  - 선박공업성 (현 선박공업상: 강철구)
  - 수매양정성 (현 수매양정상: 문응조)
  - 수산성 (현 수산상: 송춘섭)
  - 외무성 (현 외무상: 리선권)
  - 원유공업성 (현 원유공업상: 고길선)
  - 원자력공업성 (현 원자력공업상: 왕창욱)
  - 륙해운성 (현 육해운상: 강종관)
  - 일용품공업성 (현 일용품공업상: 리강선) - 식료일용공업성에서 분리
  - 림업성 (현 림업상: 한룡국)
  - 재정성 (현 재정상: 고정범)
  - 전력공업성 (현 전력공업상: 김유일)
  - 전자공업성 (현 전자공업상: 김재성)
  - 정보산업성 (현 정보산업상: 미상)
  - 지방공업성 (현 지방공업상: 조영철) - 식료일용공업성에서 분리
  - 채취공업성 (현 채취공업상: 김철수)
  - 철도성 (현 철도상: 장춘성)
  - 체신성 (현 체신상: 주용일)
  - 체육성 (현 체육상: 김일국)
  - 화학공업성 (현 화학공업상: 마종선)
- 국
  - 내각사무국 (현 내각사무장: 김금철)
  - 중앙통계국 (현 중앙통계국장: 리철산)
- 원
  - 국가과학원 (현 국가과학원장: 장철)
- 은행
  - 중앙은행 (현 중앙은행장: 채성학)

## 산하 기관
- 합영투자위원회
- 자원개발부
- 철학연구소

## 정무원
정무원(政務院)은 조선민주주의인민공화국의 행정집행기관으로 1972년 12월  구 사회주의헌법 개정에 의해 그 이전의 내각이 개칭된 기관이다. 사회주의헌법에서는 '최고주권기관의 행정적 집행기관'으로 정의한다. 5년임기를 가진 총리, 부총리, 위원장, 부장외 구성원들로 구성되었고, 행정집행과 행정지도를 담당했다. 1998년 개정 헌법에 따라 폐지되었다.

## 같이 보기
- 조선민주주의인민공화국의 총리